# Ung privatekonomi
Ung Privatekonomi är ett skolinformationsprojekt som syftar till att utbilda Sveriges gymnasieelever och lärare inom privatekonomi och sparande. Bakom projektet står Aktiespararna, Fondbolagens Förening, NASDAQ OMX Stockholm, Svenska Fondhandlareföreningen och Unga Aktiesparare. Dessa organisationer samlas inom stiftelsen Aktiefrämjandet för att samordna Ung Privatekonomi. Även Holmen och Handelsbanken stödjer projektet medan Unga Aktiesparare driver den dagliga verksamheten.

## Verksamhet
Verksamheten har funnits sedan 1993 (då Fadderprojektet) och från 2004 i dess nuvarande form.
Projektets informatörer träffade 28 918 gymnasieelever under läsåret 2017/2018. I samband föreläsningarna delas boken Få råd med dina drömmar ut till eleverna. Till gymnasieskolornas lärare erbjuder projektet nutidskrysset Veckans Ekonomi som skickas ut varje vecka och som finns till för att underlätta undervisningen.

## BokenFå råd med dina drömmar
Boken Få råd med dina drömmar berör bland annat ämnena lån, sparande, aktier, fonder och pension och ges ut i ny upplaga med jämna mellanrum. Den senaste upplagan kom januari 2019 och går att ladda ner gratis som e-bok på projektets hemsida.  

## Finansiering
Ung Privatekonomi är ett idéburet projekt. Föreläsningarna och utbildningsmaterialet är kostnadsfria för gymnasieskolorna och finansieras av ett antal organisationer för att säkra projektets fortlevnad. Aktiespararna, Fondbolagens Förening, Svenska Fondhandlareföreningen och NASDAQ OMX Stockholm men även börsbolaget Handelsbanken, står bakom projektet med finansiella medel. Holmen bidrar med papper för boken.